# فيلودوسيات الشكل
فيلودوسيات الشكل (الاسم العلمي:Phyllodociformia) هي رتيبة من الحلقيات تتبع رتبة الفيلودوسيات من فوق رتبة الديدان إبرية.

## التصنيف
- رتيبة فيلودوسيات الشكل
  - فصيلة الفيلودوسات
    - أسرة الفيلودوساوات
      - جنس الفيلودوس